# Apeadeiro de Latadas
O Apeadeiro de Latadas é uma gare da Linha do Tua, situada no concelho de Mirandela, em Portugal.

## História
Situa-se na secção da Linha do Tua entre Tua e Mirandela, que abriu à exploração em 29 de Setembro de 1887.
O abrigo de plataforma, situado do lado nascente da via (lado direito do sentido ascendente, a Bragança), foi demolido aquando das obras de requalificação da Estrada Nacional 213, mantendo-se durante vários anos apenas a plataforma em cantaria e uma placa metálica com o nome do apeadeiro. Contudo, este conjunto foi posteriormente retirado pela empresa Rede Ferroviária Nacional, deixando o apeadeiro sem qualquer estrutura de suporte aos passageiros. Apesar desta situação, o apeadeiro de Latadas continuou a constar nos horários das circulações ferroviárias no lanço entre Cachão, Mirandela e Carvalhais.[carece de fontes?]

A 14 de dezembro de 2018 os serviços feroviários do Metro de Mirandela foram suspensos.